# Lewis Beck
Lewis William Beck jr. (Portland, Oregón, 19 de abril de 1922-Great Falls, Montana, 3 de abril de 1970) fue un jugador de baloncesto estadounidense. Con 1,83 m de estatura, su puesto natural en la cancha era el de escolta. Fue campeón olímpico con Estados Unidos en los Juegos Olímpicos de Londres de 1948.